# الحرب الإنجليزية الميسورية الأولى
كانت الحرب الأولى بين إنجلترا ومايسور الهندية (1766-1769) نزاعًا في الهند بين سلطنة ميسور وشركة الهند الشرقية. حُرّض على الحرب جزئيًا من خلال مؤامرات عساف جاه الثاني، وهو نظام الملك لدولة حيدر آباد، الذي سعى لتحويل مساعي الشركة بعيدًا عن محاولات السيطرة على السراكس الشمالية (تقسيمات إدارية في مدراس التابعة للهند البريطانية).

## خلفية تاريخية
كان القرن الثامن عشر فترة اضطراب كبير في شبه القارة الهندية. على الرغم من أن القرن بدأ مع سيطرة الإمبراطورية المغولية على الكثير من شبه القارة، إلا أن وفاة الإمبراطور أوزنكزيب في عام 1707 أدت إلى تمزق الإمبراطورية، ونشوب صراع بين النواب والحكام المحليين الآخرين على الأراضي. في الأربعينيات والخمسينيات من القرن الثامن عشر، أصبحت الشركات الاستعمارية الفرنسية والبريطانية أكثر نشاطًا في هذه الصراعات المحلية، وبحلول وقت قيام حرب كارناتيك الثالثة (1757-1763)، لم يكتسب البريطانيون موطئ قدم قوي إلى حد ما في مومباي ومدراس وكلكتا فحسب، إنما همشوا نفوذ القوى الاستعمارية الأخرى لكن دون أن يقضوا عليها. تأثرت ممتلكاتهم الشرقية في مدراس بشدة بالمعاهدات التي أُبرمت مع نواب كارناتيك، محمد علي خان الولجة، التي أحاطت أراضيه بمدراس. كانت القوى الرئيسية الأخرى في الشرق هي دولة نظام الملك حيدر أباد، الذي كان في السابق نائبًا لإمبراطورية المغول، لكنه أعلن استقلاله في عشرينيات القرن الثامن عشر، التي احتُلت في ستينيات القرن الثامن عشر من قِبل عساف جاه الثاني، وسلطنة ميسور، التي احتلت السهول العالية بين جبال الغات الشرقية والغربية، وهي سلاسل الجبال التي تفصل السهول الساحلية للهند عن الداخل. باعتبار أنها حُكمت من قبل سلالة وديار اسميًا، أصبحت السيطرة على ميسور في عام 1761 بيد حيدر علي، وهو قائد عسكري مسلم. كانت كل هذه القوى تتآمر بين بعضها وضد بعضها، وسعت إلى استجرار قوة الشركات الاستعمارية الفرنسية والبريطانية لخدمة أهدافها. سعت القوى الاستعمارية للتأثير على السلطات المحلية إما لكسب السيطرة المباشرة على الأراضي، أو لكسب الإيرادات من الأراضي التي يسيطر عليها اسميًا حاكم محلي مدين بالفضل لهم مقابل الحصول على الدعم المالي والعسكري. بما أن التدريب العسكري الأوروبي كان أفضل بكثير من التدريبات المحلية، فإن الأخيرة كان لها أهمية خاصة أيضًا؛ يمكن لأعداد صغيرة من القوات الأوروبية المنضبطة أو المدربة على الطريقة الأوروبية هزيمة جيوش هندية أكبر عددًا بكثير مؤلفة بشكل رئيسي من المشاة وسلاح الفرسان المدربين تدريبًا سيئًا.

## أسباب الحرب
سعت شركة الهند الشرقية البريطانية، التي تهدف لإحداث اتصال بري بين ممتلكاتها في مدراس وبنغال، للوصول إلى السراكس الشمالية، وهي سلسلة من الأراضي الساحلية التي احتُلت من قِبل الفرنسيون حتى عام 1758، حين أُطيح بهم بدعم عسكري بريطاني. تقدموا بطلبات إلى النظام، وعرضوا عليه دفع إيجار أعلى بكثير مما كان يتقاضاه حاليًا من نواب أركوت؛ لكن النظام رفض عروضهم. تقدم اللورد روبيرت كلايف بعد ذلك بطلب إلى الإمبراطور المغولي شاه عالم الثاني، الذي أصدر في أغسطس 1765 مرسومًا يمنح فيه الشركة حقوقًا في تلك المنطقة.
في الوقت نفسه، كان النظام منخرطًا في تحالف مع إمبراطورية مارثا. كان هو والبيشوا الحاكم في ماراثا، مادافراو الأول، قلقين بشأن التهديد التوسعي الذي يشكله حيدر علي. بعد مساعدة مارثا في التعامل مع أحد حلفائهم في عام 1765، بدأ الحلفاء في وضع خطط لغزو ميسور. حين بدأ البريطانيون في احتلال السراكس الشمالية في مارس 1766، اعترض النظام، وأرسل رسائل تهديد إلى سلطات الشركة في مدراس. فكر النظام في شن حرب ضد الشركة، لكن حالته المالية السيئة جعلت من هذا أمرًا مستحيلًا. بدلًا من ذلك، تفاوض على معاهدة مع الشركة في نوفمبر 1766. بموجب شروطها، حصلت الشركة على أربعة من خمسة سراكس فورًا (سُلمت غونتور، السركس الخامس، التي أُعطيت لابن نظام باسم «جاهر»، بعد وفاة الابن) مقابل 7 لك روبية (اللك هي وحدة في نظام الترقيم الهندي تساوي مئة ألف) أو دعم عسكري للنظام في مساعيه. يصف أحد المؤرخين اتفاق النظام على المعاهدة أنه نتيجة الحاجة المالية، وأنه «ممتعض» من السلطة الإنجليزية. عملًا بهذه المعاهدة، قدمت الشركة كتيبتين من القوات إلى النظام. بموجب المعاهدة أيضًا، لم تكن هناك قيود مفروضة على عدد القوات التي يمكن أن يطلبها النظام، ولا توجد ضوابط على استخدامات هذه القوات (هجوميًا أو دفاعيًا).